# Rasphuis (Gent)

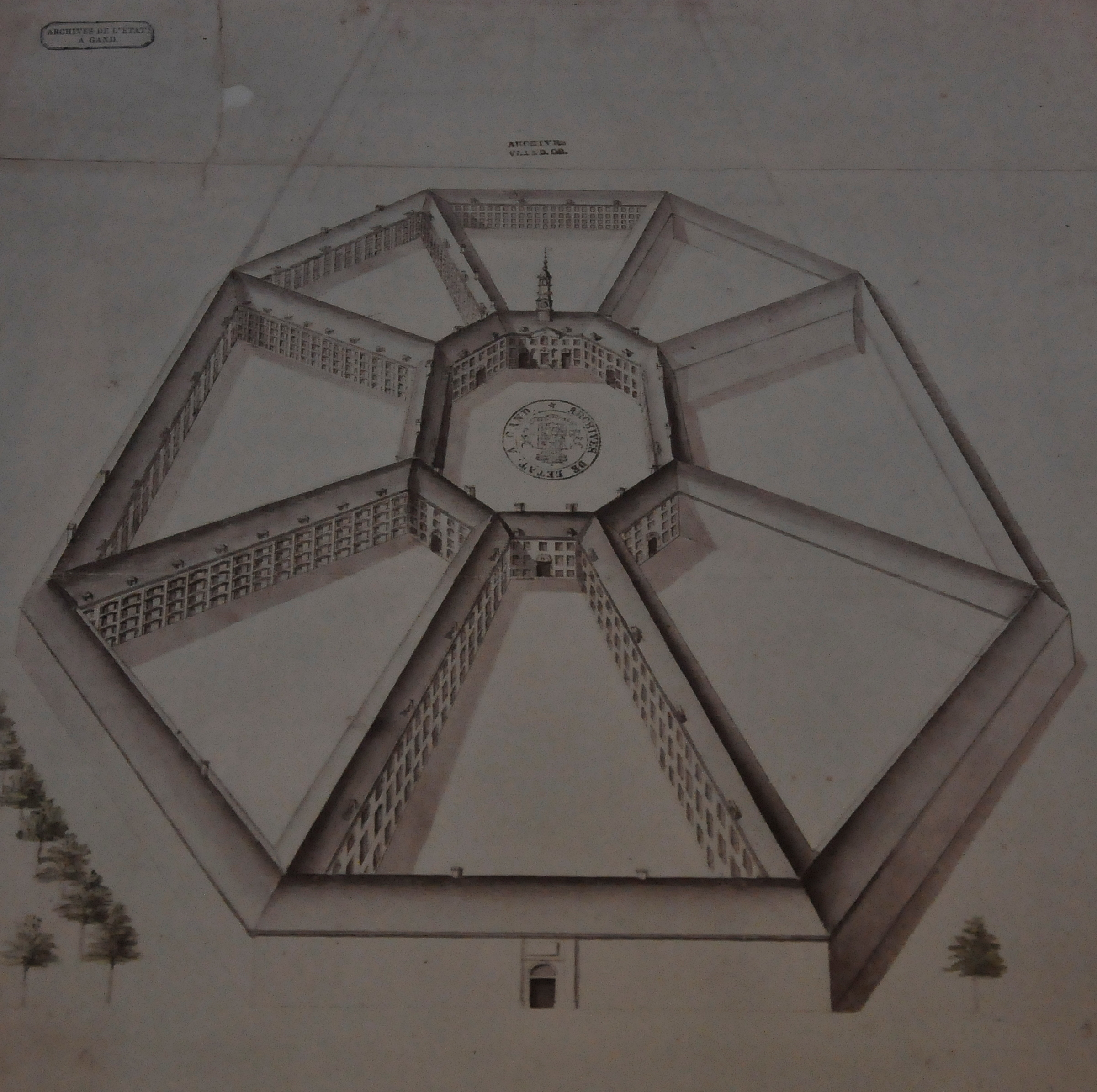
Plan en dwarsdoorsnede van het Rasphuis (ca. 1772), tentoongesteld in het Stadsmuseum Gent

Het Rasphuis in Gent was een correctiehuis voor bedelaars, werklozen en landlopers gelegen langs de Coupure.
Deze modelinstelling werd in 1773 gebouwd op initiatief van Maria Theresia van Oostenrijk volgens ideeën van Jean Jacques Philippe Vilain XIIII en plannen van de Gentse bouwmeester Ignace Malfeson. Ze werd geïmiteerd in Engeland en Pruisen, had de vorm van een achthoek en kon circa 1500 gevangenen herbergen. Eerst werden er slechts vijf zijden afgewerkt. Willem I voltooide het gebouw. Het Rasphuis verving de galei in Antwerpen die door Willem I werd afgeschaft.

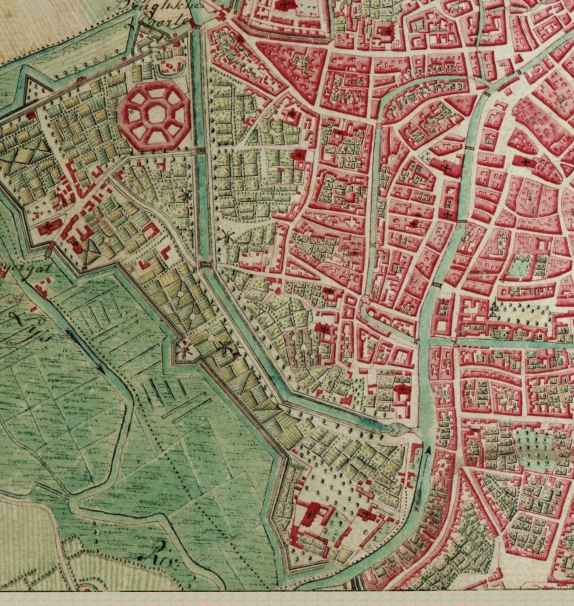
De ligging van het Rasphuis op de kaart van Ferraris

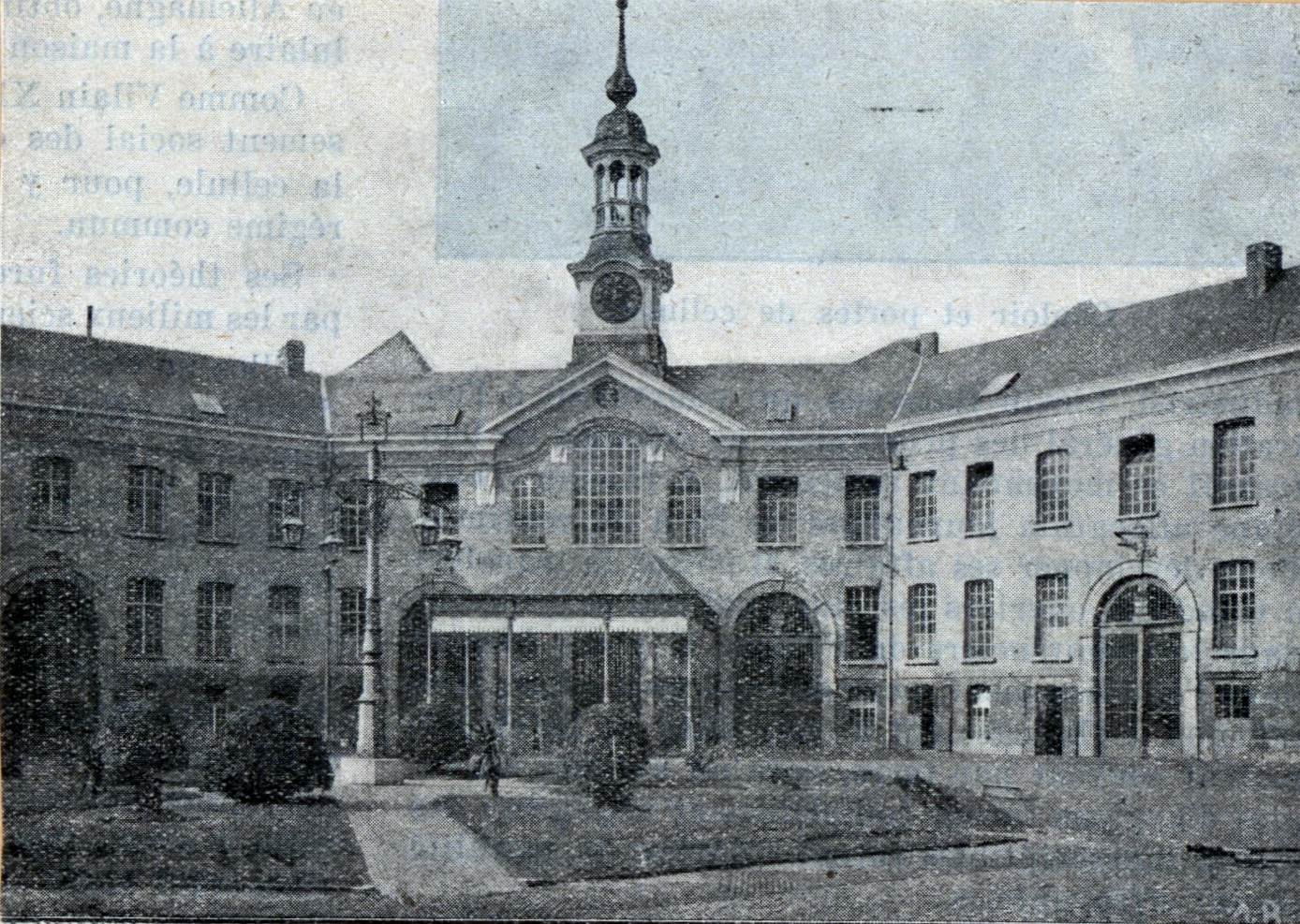
Binnenkoer

Vanuit de centrale achthoek is het volledig complex te overzien en de opdeling in vleugels bood de mogelijkheid om de gevangenen per type afzonderlijk op te sluiten.
Gevangenen moesten er eikenschors, Indisch en Braziliaans hout raspen voor de verfindustrie. Lieven Bauwens liet de tot dwangarbeid veroordeelde gevangenen voor hem werken. Ze moesten garens weven die afkomstig waren uit zijn fabrieken in de Chartreuse. In ruil zorgde hij voor kost en inwoon. Omdat Bauwens enkel maximale winst zocht en handelde volgens het principe geen werk, geen eten kreeg hij moeilijkheden na het vertrek van zijn beschermheer, prefect Faipoult. Bauwens kreeg te horen dat hij zijn rekeningen in orde moest brengen en hij mocht opkrassen.
De twijnmolen van 1789 die nog door Lieven Bauwens werd gebruikt, werd in 1898 door de minister van Justitie aan het toenmalige Archeologiemuseum van de stad Gent geschonken; het is een topstuk in het huidige Industriemuseum.
In 1935 werd de gevangenis gesloten. In 1937 werd het gebouw afgebroken om plaats te maken voor de Rijkslandbouwhogeschool, de latere faculteit Bio-ingenieurswetenschappen (UGent). De naam leeft verder in de Rasphuisstraat, gelegen aan de andere kant van de Coupure.